# Zedlitz
Zedlitz est une commune de Thuringe (Allemagne), située dans l'arrondissement de Greiz. Elle fait partie de la Communauté d'administration de Münchenbernsdorf (Verwaltungsgemeinschaft Münchenbernsdorf).

## Géographie

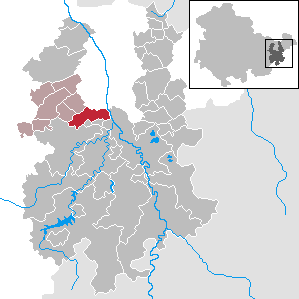
Situation de la commune (en rouge) dans l'arrondissement

Zedlitz est située au nord de l'arrondissement, à la limite avec la ville libre de Gera. La commune appartient à la communauté d'administration de Münchenbernsdorf et se trouve à 6 km au sud de Gera et à 23 km au nord-ouest de Greiz, le chef-lieu de l'arrondissement.
La commune est composée des villages de Seifersdorf, Sirbis, Wolfsgefärth et Zedlitz.
Communes limitrophes (en commençant par le nord et dans le sens des aiguilles d'une montre) : Gera, Wünschendorf-sur-Elster, Crimla, Weida, Harth-Pöllnitz, Bocka et Hundhaupten.

## Histoire
La première mention de Zedlitz date de 1196. Seifersdorf et Wolfsgefärth apparaissent en 1209 et Sirbis en 1287.
Ces quatre villages ont fait partie du Grand-duché de Saxe-Weimar-Eisenach (cercle de Neustadt) jusqu'en 1918 après avoir été des possessions des baillis de Weida.
Ils rejoignent le land de Thuringe en 1920 (arrondissement de Gera).
Après la Seconde Guerre mondiale, ils sont intégrés à la zone d'occupation soviétique puis à la République démocratique allemande en 1949 (district de Gera, arrondissement de Greiz). En 1950, les communes de Sirbis et Seifersdorf sont incorporées à celle de Zedlitz et, en 1991, c'est le tour de Wolfsgefärth.
Depuis 1994, Zedlitz fait partie du nouvel arrondissement de Greiz dans l'état libre de Thuringe recréé.

## Démographie
Commune de Zedlitz dans ses limites actuelles :
| 1910 | 1933 | 1939 | 1995 | 2000 | 2005 | 2010 |
| ---- | ---- | ---- | ---- | ---- | ---- | ---- |
| 414  | 377  | 381  | 497  | 739  | 724  | 665  |

## Communications
La route K125 relie Zedlitz à Wünschendorf-sur-Elster et à la route nationale B92 Gera-Greiz.
Le village de Wolfsgefärth possède une gare sur la ligne de chemin de fer Gera-Triptis-Saalfeld.

## Personnalités
Thomas Munkelt (1952-), champion olympique du 110 m haies, est né à Zedlitz.